# Флоріан Вітольд Знанецький
Флоріан-Вітольд Знанецький (15 січня 1882, Свьотніки, Польща — 23 квітня 1958, Урбана, США) — польський і американський філософ, соціолог. Він уважається однією з головних фігур в історії польської та американської соціології, є засновником польської академічної соціології, а також, цілої наукової школи в соціології. Вчений отримав міжнародне визнання як співавтор (разом із В. Томасом) наукової праці «Польський селянин у Європі й Америці», котра вважається першою визначною роботою у сучасній емпіричній соціології. Він також зробив великий внесок до соціологічної теорії, ввівши такі терміни, як «гуманістичний коефіцієнт» і «культуралізм».
У Польщі Ф. Знанецький створив перший факультет соціології в Університеті Адама Міцкевича у Познані, де він викладав з 1920 по 1939 роки. Його кар'єра в США розпочалася в Чиказькому університеті (1917-1919) і продовжилася в Колумбійському університеті (1932-1934 і 1939-1940) й Іллінойському університету в Урбана-Шампейн (1942-1950). Учений був 44-м президентом Американського соціологічного товариства (1954).

## Життєпис
Флоріан Знанецький народився 15 січня 1882 року в Свьотніках, Велике князівство Познанське (частина Німецької імперії) в сім'ї Леона Знанецького (пол. Leon Znaniecki) й Амелії, уродженої Гольц (пол. Amelii z domu Holtz). Через 5 років родина переїхала до Королівства Польського, яке перебувало в складі Російської імперії. Початкову освіту здобув у гувернерів, потім навчався в гімназіях Ченстохови та Варшави.

### Поетична творчість
Одним із юнацьких захоплень Ф. Знанецького була поезія. Вже в сімнадцятилітньому віці він писав для Варшавських літературних журналів і користувався певною популярністю. Серед його творів слід виділити драму «Хеопс» (пол. «Cheops», 1903), вірш «До Прометея» (пол. «Do Prometeusza», 1900). Однак, замість літературної кар'єри Знанецький вибрав філософію та соціологію.

### Освіта
Майбутній учений вступив до Імператорського Варшавського університету в 1902 році, але незабаром був виключений з нього за участь в акції протесту проти скорочення російською адміністрацією прав студентів. Перебуваючи під загрозою призову на військову службу до російської імператорської армії, він вирішив іммігрувати та на початку 1904 року виїхав до Швейцарії. В цей період він короткий час працював редактором у франкомовному літературному журналі «Nice Illustrée» (кінець 1904 — початок 1905); інсценував свою власну смерть; деякий час служив у Французькому іноземному легіоні в Алжирі; працював на блошиному ринку, на фермі, в бродячому цирку, та як бібліотекар у Польському музеї в Рапперсвілі.
Невдовзі Ф. Знанецький відновив своє університетське навчання, спочатку в Женевському університеті (1905–1907), потім у Цюрихському університеті (1907–1908), зрештою перевівся до Сорбонни (1908–1909), де відвідував лекції таких видатних науковців, як Анрі Бергсон та Еміль Дюркгайм. У 1906 році майбутній учений одружився з польською студенткою Женевського університету Емілією Швейковською (пол. Emilia Szwejkowska). В 1908 році в них народився син, майбутній поет і письменник Юліуш Знанецький (пол. Juliusz Znaniecki). У 1909 році після смерті свого наукового керівника Фредеріка Ро (фр. Frédéric Rauh), він повернувся до Польщі, де в 1910 році отримав ступінь доктора філософії в Яґеллонському університеті.

### Рання польська кар'єра
У 1910—1914 роках учений мешкав у Варшаві. 1910 року Ф. Знанецький став членом Польського психологічного товариства (пол. Polskie Towarzystwo Psychologiczne), в якому він був досить активним членом протягом наступних декількох років, ставши його віце-президентом у 1913–1914 роках.
Через свою політичну активність у минулому, вчений не мав можливості отримати посаду у великому університеті. З 1912 по 1914 роки він викладав у новоутвореному жіночому закладі вищої освіти «Вищих педагогічних курсах для жінок» (пол. Wyższe Kursy Pedagogiczne dla Kobiet). У цей час польський науковець також працював у різних європейських інституціях, які займалися польськими мігрантами; пізніше він використав цей досвід у роботі варшавського Товариства опіки над емігрантами (пол. Towarzystwo Opieki nad Wychodźcami), де він працював у 1910—1914 роках. Із 1911 року він був директором цього Товариства і редактором (1911–1912) його журналу «Польський емігрант» (пол. «Wychodźca Polski»). Ф. Знанецький став експертом з польської міграції: в 1911 році публікує статті «Статистика еміграції» (пол. «Statystyka wychodźstwa») й «Еміграція та положення сільського населення, працюючого в Королівстві Польському» (пол. «Wychodźstwo a położenie ludności wiejskiej zarobkującej w Królestwie Polskim»); в 1914 році написав доповідь для уряду на 500 сторінках «Сезонна міграція» (пол. «Wychodźtwo Sezonowe»).

### Співпраця зВ. Томасом

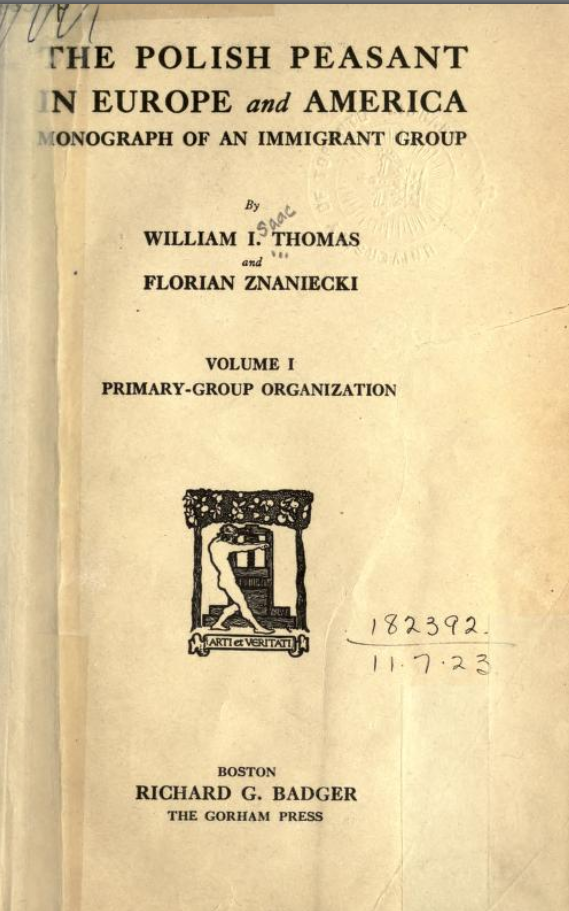
Обкладинка 1-го тому «Польського селянина у Європі й Америці», видання 1918 р.

У 1913 році Ф. Знанецький познайомився з американським соціологом Вільямом Томасом, який приїжджав до Польщі в зв'язку зі своїм дослідженням польських іммігрантів у США. Вони почали співпрацювати й згодом американський учений запросив Знанецького до Чикаґо для продовження співпраці в США. В липні 1914 року після початку Першої Світової війни останній залишив Польщу щоб працювати дослідником-асистентом В. Томаса.
В 1915 році померла дружина Ф. Знанецького Емілія. В наступному році польський учений одружився з Ейлін Марклі (англ. Eileen Markley, 1886—1976). Вони мали одну дочку, соціолога Гелену Знанецьку Лопату (англ. Helena Znaniecki Lopata), котра народилася в 1925 році.
Протягом 1917—1919 років польський науковець викладав соціологію в Чиказькому університеті.
Співпраця Ф. Знанецького з В. Томасом завершилася виданням у співавторстві п'ятитомної праці «Польський селянин у Європі й Америці» (англ. «The Polish Peasant in Europe and America», 1918–1920), яка вважається класичною в соціології. Ця фундаментальна праця позначила початок нового етапу в розвитку емпіричних соціологічних досліджень і стала класичним зразком дослідження в стилі Чиказької школи соціології. Співробітництво з В. Томасом ознаменувало остаточний перехід у кар'єрі Знанецького від філософа до соціолога. Останній залишався в Чикаґо до середини 1919 року, після чого переїхав до Нью-Йорку слідом за Томасом, який втратив свою роботу в Чикаґо через надумані звинувачення та арешт.
У цьому ж році Ф. Знанецький видав нову книгу «Культурна реальність» (англ. «Cultural Reality»), яка все ще була більша філософською, ніж соціологічною. Вона була написана англійською та містила синтез його філософських поглядів. У Нью-Йорку Томас і Знанецький продовжили дослідження для корпорації Карнеґі (англ. Carnegie Corporation) щодо процесу американізації іммігрантів. Польський учений сприяв написанню праці Томаса «Насаджені риси характеру Старого світу» (англ. «Old World Traits Transplanted»), й опублікував анонімну статтю з цієї теми в «Atlantic Monthly» в лютому 1920 року.

### Фундація польської соціології

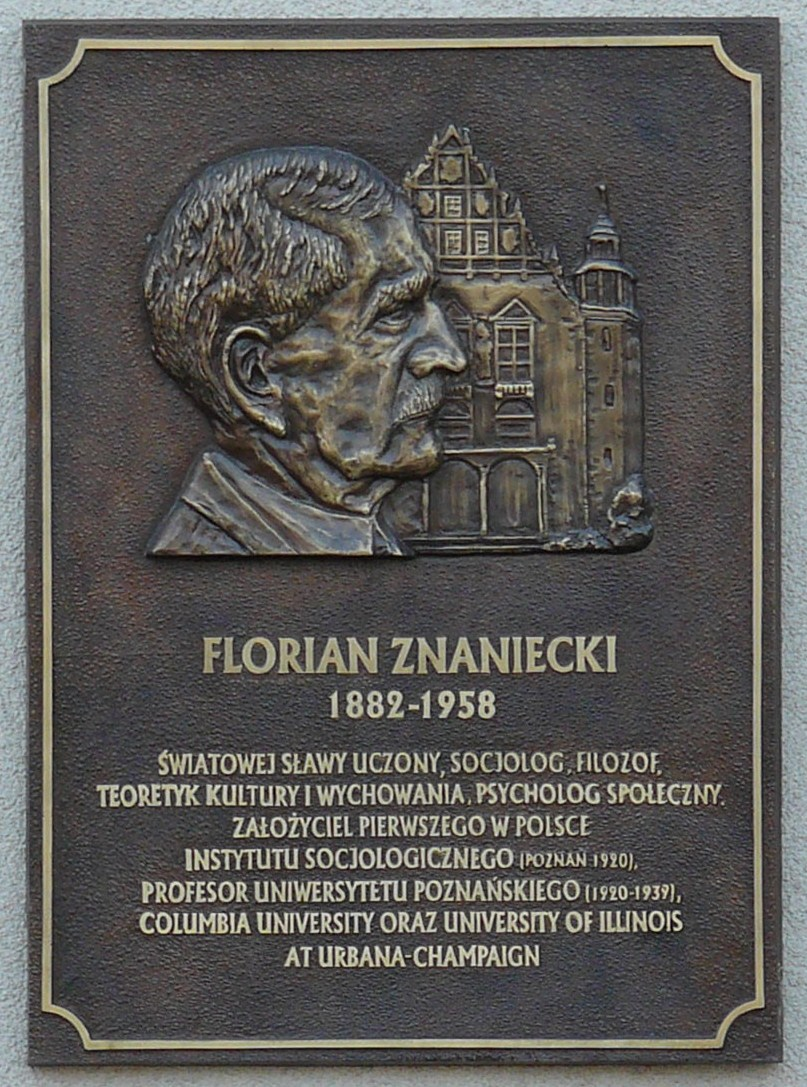
Меморіальна табличка на будівлі Колегіуму ім. Ф. Знанецького, Університет імені Адама Міцкевича у Познані

Після закінчення Першої Світової війни Польща здобула незалежність. У 1919 році Ф. Знанецький зв'язався з новоутвореним Міністерством релігії й освіти, обговорюючи своє повернення на батьківщину в разі надання йому допомоги у посіданні кафедри в польському університеті. Йому запропонували посаду професора філософії в новоствореному Університеті імені Адама Міцкевича у Познані.
В 1920 році Ф. Знанецький повернувся на батьківщину, де у Познанському університеті він згодом став першим професором соціології. Він досяг цього перейменувавши факультет з «Третього філософського факультету» на «Факультет соціології та філософії культури», зробив те ж саме зі своєю кафедрою, а також, створив Соціологічну семінарію. В 1927 році його факультет отримав офіційну назву «Факультет соціології» та в 1930 році отримав дозвіл на підготовку науковців та присвоєння їм наукових ступенів з соціології. Під час перебування в Познані вчений видав свої праці «Вступ до соціології» (пол. «Wstęp do socjologii», 1922) та двотомну «Соціологію освіти» (пол. «Socjologię wychowania», 1928—1930).
В 1921 році він також заснував Польський інститут соціології (пол. Polski Instutut Socjologiczny), п'ятий за віком соціологічний інститут в Європі. В 1930 році цей інститут розпочав публікацію першого польського соціологічного журналу «Соціологічний огляд» (пол. «Przegląd Socjologiczny»), головним редактором якого Ф. Знанецький був протягом 1930—1939 років. У цьому ж році інститут організував першу польську наукову соціологічну конференцію. Знанецький уважається батьком соціології у Польщі завдяки його величезному вкладу як фундатора цієї науки.

### Пізніша діяльність у США
Підтримуючи зв'язки з американськими соціологами, Ф. Знанецький викладав як запрошений професор (англ. visiting professor) у Колумбійському університеті протягом 1932–1934 років і влітку 1939 року. Того літа закінчився польський етап його діяльності, адже напад Німеччини на Польщу та початок Другої Світової війни не дозволили йому повернутися на батьківщину. Вчений до останнього намагався повернутися до Польщі, де залишилися його дружина та дочка, однак, зіткнувшись з її окупацією, він повернувся до Сполучених Штатів; його сім'я, врешті-решт, приєдналася до нього в 1940 році.
За допомогою американських колег, польський соціолог продовжив свою викладацьку діяльність у Колумбійському університеті до середини 1940 року. Після цього він переїхав до Іллінойського університету в Урбана-Шампейн і в 1942 році отримав американське громадянство, що дозволило йому займати посаду постійного професора. Він викладав у Іллінойському університеті до виходу на пенсію, вирішивши не повертатися до комуністичної ПНР, яка постала після закінчення Другої Світової війни (незважаючи на пропозицію професорства та кафедри у Познанському університеті).

### Останні роки
В 1950 році він вийшов на пенсію, ставши професором-емеритом (англ. professor emeritus). У 1954 році Ф. Знанецький був обраний 44-м президентом Американського соціологічного товариства.
Помер учений 23 березня 1958 в Урбані, Іллінойс.

## Науковий доробок
На світогляд Ф. Знанецького вплинули три культурні середовища, котрі в першій половині ХХ століття значно відрізнялися: Польща, Західна Європа та США. В силу цього творчість ученого важко віднести до якоїсь чітко визначеної школи або одного напрямку в соціології, однак, як соціолог-теоретик він більше тяжів до західно-європейської філософсько-соціологічної думки. Основною цариною його наукових інтересів було дослідження взаємозв'язків між колективною свідомістю та соціальним середовищем. Поглядам 3нанецького притаманне поєднання ідей неокантіанства, «філософії життя», принципів позитивістської соціології.
Предметом соціології вважав культуру, розглядаючи суспільство як культурну систему, що складається з соціальних, економічних, технологічних та інших підсистем, а соціальні інституції — як поєднання свідомої діяльності людей і певного виду цінностей, правил поведінки.
Польський соціолог також цікавився соціологією науки. Він аналізував соціальні ролі науковців і концепцію наукової школи. Праці вченого торкаються таких царин соціологічної науки, як міжгруповий конфлікт, соціологія міста та села тощо.
Серед наукового доробку Ф. Знанецького є праці не лише з філософії та соціології, але й із культурології, соціальної психології та педагогіки.

### Емпірична соціологія
Вклад Знанецького до емпіричної соціології розпочався у співпраці та під впливом В. Томаса. «Польський селянин у Європі й Америці», п'ятитомна праця, яку вони написали у співавторстві, вважається класичною в емпіричній соціології. Це дослідження польських іммігрантів у США, яке базується на аналізі особистих документів. Ця праця стала знаковим дослідженням американізації — процесу, під час якого нові іммігранти до США «стають американцями».
«Польський селянин у Європі й Америці» є найбільш цінним вкладом Знанецького до емпіричної соціології. Більшість інших його робіт зосереджені на теорії, єдиним іншим помітним виключенням є праця «Місто в свідомості його мешканців» (пол. «Miasto w świadomości jego obywateli», 1931).

### Соціологія: теорія та визначення
Ключовим елементом соціологічної теорії Ф. Знанецького є його бачення соціології зокрема та соціальних наук у цілому як наукової області, що однозначно відрізняється від природничих наук. Учений визначає соціологію як науку про соціальні дії. Рекомендована ним методологія — аналітична індукція: аналіз типових ситуацій (case studies) й узагальнення на основі нього.
Теорія польського науковця складає основну частину соціологічної теорії дії, є головною у заснуванні гуманістичної соціології. Іншим терміном, пов'язаним із теорією Знанецького, є «систематична соціологія» (пол. «socjologia systematyczna»). Він намагався запропонувати головну (загальну) соціологічну теорію, яка б подолала розрив між емпіричною та теоретичною соціологіями.
Ф. Знанецький критикував поширене визначення соціології як науки про суспільство. На думку вченого, соціологія, по-перше, не може бути загальною соціальною наукою, вона має бути тільки спеціальною науковою дисципліною зі своїм особливим предметом досліджень. По-друге, на противагу позитивістським концепціям вивчення суспільства соціологія займається «суттєвим значенням» соціальної дійсності. По-третє, вона тривалий час буде швидше цариною якісних, ніж кількісних досліджень.

#### Соціологія— наука про культуру
У його культуралістських поглядах, соціологія є наукою про культуру (хоча, вчений визнає, що не лише вона є наукою про культуру, адже й інші соціальні науки також вивчають культуру). Його визначення соціології можна описати як "наука про культуру яка вивчає системи соціальних взаємодій, які ґрунтуються на зразках цінностей і норм поведінки, за рахунок використання «гуманістичного коефіцієнта», або простіше, «дослідження організованих, взаємозалежних взаємодій серед людей».
Отже, за Ф. Знанецьким, соціологія як наука про культуру має відмовитися від будь-яких претензій на універсальність. Культура як цілісність не може взагалі стати темою будь-якої окремої науки. Тому предметом соціології є не всі, а тільки специфічні явища культури. Щоб надати їй статусу науки та бути у змозі цей статус обґрунтувати, слід показати, що ці специфічні явища культури існують поряд з іншими культурними явищами. Польський соціолог вважає такими специфічними явищами культури різноманітні соціальні системи. Отже, «завданням соціології є вивчення соціальних систем, а не інших видів культурних систем».
Ф. Знанецький розглядав культуру як окрему від природи царину, вільну від відчуттів індивідів. Сутністю культури є сконструйовані соціальні об'єкти. Він був одним із перших соціологів, хто почав аналізувати особисті документи, такі як листи, автобіографії, щоденники тощо. Він уважав аналіз таких документів важливою частиною методу «гуманістичного коефіцієнту».

#### Аналітична індукція
В 1934 році Ф. Знанецький сформулював принцип аналітичної індукції, призначений для виявлення універсальних пропозицій і причинних законів. Він відрізняє його від кількісних досліджень, які надають прості кореляції та не можуть пояснити винятків із статистичних залежностей. Також він відносився критично до статистичного методу, який не вважав дуже корисним.
Аналітична індукція має ту перевагу перед іншими дослідницькими процедурами, що її узагальнення відбивають «суттєве в кожному окремому випадку». Вона абстрагує ознаки, що уособлюють сутність цього феномену, і узагальнення тим суттєвіші, чим більше ознак підтверджуються як повторювані або подібні для більшості випадків. Тому аналітичну індукцію іменують також типологічним методом, або методом типових випадків (англ. case study). Цей метод, за Ф. Знанецьким, є настільки важливим, що завдяки йому соціологія є не тільки гуманістичною, а й аналітичною та індуктивною наукою.

#### Культуралізм
Польський соціолог характеризував світ як відображення за допомогою двох протилежних моделей рефлексії: ідеалізму та реалізму. Він запропонував у праці «Культурна реальність» (англ. «Cultural Reality», 1919) третій шлях, який назвав «культуралізм». Це був онтологічний і епістемологічний підхід, розроблений з метою усунення дуалізму між природою та культурою як протилежними реальностями. Такий підхід дозволив йому визначати соціальні явища термінами культури. Серед основних аспектів філософії культуралізму можна зазначити дві категорії: цінність і дію. Філософія культуралізму Знанецького заклала фундамент для його іншої концепції «гуманістичного коефіцієнту». Його культуралізм став одним з основних понять сучасних антипозитивістської та антинатуралістської соціології.

#### Концепція «гуманістичного коефіцієнту»
Ф. Знанецький увів поняття «гуманістичний коефіцієнт» як метод соціального дослідження, котрий використовує аналіз даних, концентруючись на вивченні сприйняття учасників цього досвіду. «Гуманістичний коефіцієнт» розглядає всі соціальні факти створеними соціальними акторами та зрозумілими лише з їхньої точки зору. Культурна дійсність не існує поза «гуманістичним коефіцієнтом». Міф, твір мистецтва, мовне вираження, інструмент, право, соціальний лад є тим, чим вони є тільки як свідомі людські явища. Пізнання цих явищ можливе лише завдяки досвіду та дії свідомих індивідів або груп індивідів, які створили їх і користуються ними. Таким чином, соціологу потрібно вивчати реальність через намагання зрозуміти, як інші бачать світ, не будучи (об'єктивно) незалежним спостерігачем; іншими словами, науковцю потрібно зрозуміти суб'єктивний світ.
У той час, як деякі критикували цей підхід як занадто близький до суб'єктивізму, Ф. Знанецький розцінював його як антисуб'єктивістський; він зазначав, що такі соціальні факти, як культурні системи, можуть мати місце, навіть якщо ніхто не сприймає їхнього існування. Він також досить скептично ставився до цінності особистих, суб'єктивних спостережень, аргументуючи це тим, що такі спостереження є вартісними лише в разі їхнього об'єктивного опису. Вчений стверджував, що різниця між природничими та соціальними науками полягає не у відмінності між об'єктивним та суб'єктивним досвідом, а в предметі вивчення: за Знанецьким, природничі науки вивчають речі, предмети, а соціальні науки вивчають культурні цінності.
В цілому концепція «гуманістичного коефіцієнта», по-перше, репрезентує новий погляд на ті явища, якими займалась натуралістична соціологія, по-друге, з її допомогою здійснено спробу розширити традиційне коло соціологічних інтересів.

### Розподіл соціології на системи
Згідно зі Знанецьким, соціологію можна розділити на вчення про чотири динамічні соціальні системи: теорію соціальної дії, теорію соціальних стосунків, теорію соціальних особистостей і теорію соціальних груп.
Чотирма основними формами кооперативної взаємодії, або чотирма соціальними системами, зростаючи за складністю, були:
- соціальні дії (пол. «czyny społeczne» чи пол. «czynności społeczne»): найосновніший тип соціального факту; найпростіші соціальні механізми, такі як прохання або вітання. У кожній дії можна виокремити наступні елементи: особу, інструмент, об'єкт, метод, результат.
- соціальні стосунки (пол. «stosunki społeczne»): вони вимагають, принаймні, наявність двох людей і взаємного зобов'язання; дослідження соціальних стосунків є дослідженням норм, які регулюють соціальні дії;
- Соціальні особистості (особи) (пол. «osoby społeczne» чи пол. «osobowości społeczne»): комбінована картина, яка вимальовується з великої кількості соціальних ролей, які виконує індивід;
- Соціальна група (пол. «grupa społeczna»): будь-яке об'єднання людей, яке в свідомості цих людей є окремою цілісністю, спільнотою, або ізольованою системою. Ф. Знанецький розглядав суспільство як «групу груп», але заперечував його як головну область, на яку слід зосереджувати увагу соціологу (в той же час визнаючи, що більшість соціологів відрізняються саме за цим питанням).

Вищеописаний розподіл з'явився в праці вченого «Метод соціології» (англ. «The Method of Sociology», 1954). Проте в 1958 році він переглянув цей розподіл і виокремлював соціальні стосунки, соціальні ролі, соціальні групи та суспільства.

#### Теорія соціальної дії
З цих соціальних систем Ф. Знанецким найбільш детально була розроблена система соціальних дій, якій він присвятив спеціальну працю «Соціальні дії» (англ. «Social Actions», 1936), видану в Познані та Нью-Йорку. Вчений розглядав соціальні дії як основу суспільства, так як вони викликають великий комплекс соціальних стосунків, і тому він убачав цю теорію як основу для всіх інших. Саме поняття соціальної дії слугує йому провідною теоретичною категорією, яка віддзеркалює внутрішню динаміку будь-яких соціальних систем.
Сутнісною характеристикою будь-яких соціальних дій є те, що вони є діями свідомими. Деякі з них порівняно нетривалі та прості (рибальство, купівля меблів). Ці дії Ф. Знанецький називає елементарними, маючи на увазі, що їх уже не можна розкласти на простіші дії. Інші дії (зведення будинку, творення симфонії) тривають довше і є складними, виконання їх потребує тривалого поєднання багатьох простіших операцій.
Соціальні дії сутнісно відрізняються від інших людських дій. Соціальними діями польський соціолог вважає дії, головними предметами яких виступають свідомі індивіди або групи людей. Такі дії репрезентують динамічну систему цінностей, які взаємодіють одна з одною. Структура цієї системи складається з двох видів цінностей — первинних і вторинних. Первинні цінності — це люди як суб'єкти та предмети дії. Предмет соціальної дії відрізняється від усіх можливих об'єктів людської активності тим, що подібно до суб'єкта дії він є свідомою, розуміючою людською істотою, здатною до взаємних дій та ініціювання їх.
Система соціальної дії охоплює не тільки первинні, а й вторинні цінності. Останні репрезентують людські витвори чи натуральні об'єкти, яким люди надають цінності. Протікання дії передбачає певний динамічний порядок взаємозалежних замін, яким у процесі його здійснення підлягають як первинні, так і вторинні цінності.
Структура соціальної дії:
- Соціальний предмет — певні індивіди чи певні спільноти, на які спрямована дія суб'єкта.
- Соціальний інструмент — за допомогою нього суб'єкт може чинити вплив на соціальні предмети.
- Соціальний метод — спосіб, яким використовується соціальний інструмент, коли суб'єкт намагається чинити вплив на соціальні предмети.
- Соціальна реакція, тобто результат соціальної дії, який з'являється після її завершення.

Всі чотири елементи тісно пов'язані між собою, утворюють єдину цілісність.
На думку Ф. Знанецького, соціальні дії як найпростіший вид соціальних даних є основою звичаїв і законів, соціальних ролей і групової організації. Про них можна навіть зазначити, що вони становлять той матеріал, з якого виникають більш складні соціальні утворення. Пояснення соціальної дії польський учений пов'язує не з психологією діючого суб'єкта, а швидше з тим місцем, яке він посідає в соціальній структурі.
Польський соціолог уводить поняття «взірець дії» як конфігурацію ознак людської дії, характерних для багатьох дійових осіб, а тому поширених у взаємодіючих колах і групах. У його подальших працях з'являється ціле сімейство споріднених понять, пов'язаних певним чином з поняттям взірця: «взірець дефініції ситуації», «ідеологічна модель настанови», «норма поведінки» тощо. Всі ці поняття є важливими інструментами аналізу системи соціальної дії. За Ф. Знанецьким, розуміння соціальних явищ з їх «гуманістичним коефіцієнтом» — це, власне, пошук і знаходження взірців, які й реалізуються суб'єктами дії.
На відміну від Макса Вебера, польський учений не вірив, що будь-що можна звести до соціальних дій. На його думку, кожна складна структура є чимось більшим, ніж комбінацією менш складних структур, і містить у собі такі зміст і значення, форми і функції, яких немає у менш складних структурах.

#### Теорії інших систем
Ф. Знанецький не завершив працю про соціальні стосунки та соціальні ролі. Соціальні стосунки він відносив до стійких нормативних соціальних систем, якими є, наприклад, стосунки у шлюбі, дружба між двома людьми, родинні відносини тощо. На його думку, соціальні стосунки виникають лише через суб'єктивний намір виконувати обов'язки, котрі випливають із сполучної ланки відносин.
Система «соціальна особистість», уважав Ф. Знанецкий, створюється в умовах певного середовища та відтворює вже створені моделі, в яких виражається реальна система прав і обов'язків. Особистість є соціальною цінністю в рамках соціальних стосунків і взаємодій.
Систему «соціальна група» Ф. Знанецкий розглядав у зв'язку з тими ролями, які виконує особистість, займаючи ту чи іншу позицію та маючи відповідні права й обов'язки. Причому, як підкреслює вчений, соціальне життя індивіда не обмежується межами окремої соціальної групи, як не обмежується величезна кількість соціальних дій людини однією соціальною групою, членом якої вона є.

### Наукові праці
Перші наукові праці Ф. Знанецького були більш філософськими, ніж соціологічними. Вони зосереджувалися на аналізі культури та критиці принципів соціологічного натуралізму. В 1909 р., у віці 27 років, він публікує свою першу академічну статтю «Філософська етика та наука про моральні цінності» (пол. «Etyka filozoficzna i nauka o wartościach moralnych»). Через рік публікує статтю «Питання про цінності у філософії» (пол. «Zagadnienie wartości w filozofii»), яка базувалася на його докторській дисертації, та статтю «Думка та реальність» (пол. «Myśl i rzeczywistosc»).
У 1912 році він видав нову книгу «Гуманізм і пізнання» (пол. «Humanizm i Poznanie»), та статтю «Елементи практичної реальності» (пол. «Elementy rzeczywistości praktycznej»). Роком пізніше він опублікував анотований переклад однієї з головних праць Анрі Бергсона «Творча еволюція» та статтю «Значення розвитку світу та людини» (пол. «Znaczenie rozwoju świata i człowieka»). В 1914 році побачили світ його статті «Форми і засади моральної творчості» (пол. «Formy i zasady twórczości moralnej») та «Принцип відносності як основа філософії» (пол. «Zasada względności jako podstawa filizofii»). Його польськомовні роботи були добре зустрінуті польською науковою громадськістю й інтелігенцією.
Починаючи з 1920-тих років праці вченого стали більш соціологічними. Його «Культурна реальність» (англ. «Cultural Reality», 1919) була синтезом його філософських поглядів, але одночасна публікація його більш популярної праці «Польський селянин у Європі й Америці» (англ. «The Polish Peasant in Europe and America», 1918–1920) пов'язала його ім'я в наукових колах у першу чергу з соціологією. Дослідник його творчості Єжи Шацький (пол. Jerzy Szacki) відзначає загадковий пробіл у дослідженні Знанецького: незважаючи на добру обізнаність та зацікавленість більшістю попередніх і сучасних йому теорій, він значною мірою ігнорував праці деяких відомих соціологів свого часу, таких як Макс Вебер, Вільфредо Парето і Талкотт Парсонс. З іншого боку, його праці тісно пов'язані з творами таких учених, як Вільям Томас, Георг Зіммель, Роберт Парк і Еміль Дюркгайм.
У своїй статті «Предмет і завдання науки про знання» (пол. «Przedmiot i zadania nauki o wiedzy», 1923) Ф. Знанецький виклав основи нової емпіричної науки яка вивчатиме власне науку й яку він назвав «наукою про знання»; запропонована ним метанаука згодом була названа різними назвами, такими як «наука про науку», «соціологія науки» та «логологія».)
У «Методі соціології» (англ. «The Method of Sociology») вчений вперше висловив свою концепцію розподілу соціології на підсистеми. До його найбільш відомих праць також належать дві книги, видані у 1952 році: «Сучасні нації» (англ. «Modern Nationalities») та «Науки про культуру» (англ. «Cultural Sciences»). Перша з них є аналізом еволюції національно-культурних суспільств, інша є теоретичним вивченням відношення між соціологією й іншими науками. Ф. Знанецький, на жаль, не закінчив свій «magnum opus» — «Систематичну соціологію» (англ. «Systematic Sociology»), яка в кінцевому підсумку була опублікована незакінченою посмертно його дочкою Геленою Знанецькою Лопатою під назвою «Соціальні стосунки та соціальні ролі: незавершена Систематична соціологія» (англ. «Social Relations and Social Roles: The Unfinished Systematic Sociology», 1965).

## Значення
На думку польського соціолога й історика ідей Єжи Шацького, основний науковий внесок Знанецького включає: фундацію соціології в Польщі; його праці з емпіричної соціології; його роботи з теорії соціології. Шацький писав, що Ф. Знанецький прагнув подолати ряд прогалин: між емпіричною соціологією та багатьма теоретичними підходами; між об'єктивністю та суб'єктивністю; між гуманістичною та натуралістичною методологіями й точками зору, та між американською й європейською інтелектуальною традиціями. Теоретичні погляди Знанецького були згодом включені як основа до структурного функціоналізму Талкотта Парсонса.

## Основна бібліографія
Польською мовою:
- пол. «Zagadnienie wartości w filozofii» («Питання про цінності у філософії», 1910).
- пол. «Humanizm i poznanie» («Гуманізм і пізнання», 1912).
- пол. «Szkic z pogranicza filozofii kultury i socjologii» («Занепад Західної цивілізації: Ескіз на межі філософії культури та соціології», 1921).
- пол. «Wstęp do socjologii» («Вступ до соціології», 1922).
- пол. «Przedmiot i zadania nauki o wiedzy» («Предмет і завдання науки про знання», 1923)
- пол. «Socjologia wychowania» («Соціологія освіти», Т. 1. 1928, Т. 2. 1930).
- пол. «Miasto w świadomości jego obywateli» («Місто в свідомості його мешканців», 1931).
- пол. «Ludzie teraźniejsi a cywilizacja przyszłości» («Сучасні люди та цивілізація майбутнього», 1934).

Англійською мовою:
- англ. «The Polish Peasant in Europe and America» («Польський селянин у Європі й Америці», у співавторстві з В. Томасом, 5 томів, 1918—1920).
- англ. «The Principle of Relativity and Philosophical Absolutism» («Принцип відносності та філософського абсолютизму», 1915).
- англ. «Cultural Reality» («Культурна реальність», 1919).
- англ. «The Subject Matter and Tasks of the Science of Knowledge» («Предмет і завдання науки про знання», 1923).
- англ. «The Laws of Social Psychology» («Закони соціальної психології», 1926).
- англ. «The Method of Sociology» («Метод у соціології», 1934).
- англ. «Social Actions» («Соціальні дії», 1936).
- англ. «The Social Role of the Man of Knowledge» («Соціальна роль людини знання», 1940).
- англ. «Cultural Sciences: Their Origin and Development» («Науки про культуру: їх походження та розвиток», 1952).
- англ. «Modern Nationalities» («Сучасні нації», 1952).
- англ. «Social Relations and Social Roles: The Unfinished Systematic Sociology» («Соціальні стосунки та соціальні ролі: Незавершена Систематична соціологія», автор-упорядник Гелена Знанецька Лопата, 1965).
- англ. «On Humanistic Sociology» («З гуманістичної соціології» — вибрані праці під ред. Р. Бірстедта, 1969).
- англ. «The Social Role of the University Student» («Соціальна роль студентів університетів», 1994).